# ایزابل سنفرد
 ایزابل سنفرد (انگلیسی: Isabel Sanford؛ ۲۹ اوت ۱۹۱۷ – ۹ ژوئیهٔ ۲۰۰۴ (۸۶ سال)) بازیگر اهل ایالات متحده آمریکا بود.
از فیلم‌ها یا برنامه‌های تلویزیونی که وی در آن نقش داشته است، می‌توان به حدس بزن کی قراره برای شام بیاد، بالا سندباکس، کمدین و همگی در خانواده اشاره کرد.